# アンティオコス2世テオス
アンティオコス2世テオス（Αντίοχος Β' Θεός、紀元前286年 - 紀元前246年）は、セレウコス朝シリアの王（在位：紀元前261年 - 紀元前246年）。アンティオコス1世ソテルの子。

## 生涯
父の時代より広大な統治領域の分裂が始まっており、バクトリア、パルティアなどが独立していった。アンティオコス2世は、父王がプトレマイオス朝エジプトに奪われた領土を奪回するべく、第二次シリア戦争 (紀元前260年 - 紀元前253年) を戦った。エジプトのプトレマイオス2世より、小アジアのミレトス、エフェソスやフェニキア沿岸地域などを奪回し、ミレトス神王（テオス）の称号を得た。
紀元前253年、エジプトとの和約を結び、プトレマイオス2世の娘ベレニケ・フェルノフォルスと結婚した。しかし、紀元前246年にプトレマイオス2世が没すると、離婚した前妻ラオディケ1世と復縁したため、ベレニケとラオディケの対立は深まり、ラオディケはベレニケとその子を殺害し、アンティオコス2世も毒殺された。ラオディケは息子セレウコス2世カリニコスを即位させた。ベレニケ殺害は、エジプトの新王プトレマイオス3世（ベレニケの兄弟）の激怒を招き、彼のシリア攻撃（第三次シリア戦争、紀元前246年 - 紀元前241年) の原因となった。